# German-Inline-Cup 2009
Der German-Inline-Cup 2009 wurde für Frauen und Männer an vier Stationen ausgetragen. Der Auftakt am 5. April 2009 fand in Berlin und das Finale am 4. Oktober 2009 in Köln statt.

## Frauen

### Wettbewerbe
| GIC        | Ort                   | Sieg                                  | Platz 2                             | Platz 3                             |
| ---------- | --------------------- | ------------------------------------- | ----------------------------------- | ----------------------------------- |
| 5. April   | Berliner Halbmarathon | Cecilia Baena Powerslide Matter World | Sabine Berg Powerslide PHUZION      | Jana Gegner Powerslide Matter World |
| 6. Juni    | Mittelrhein Marathon  | Sabine Berg Powerslide PHUZION        | Katja Ulbrich Experts Race Team     | Jana Gegner Powerslide Matter World |
| 30. August | XRace                 | Cecilia Baena Powerslide Matter World | Sabine Berg Powerslide PHUZION      | Jana Gegner Powerslide Matter World |
| 4. Oktober | Köln Marathon         | Katja Ulbrich Experts Race Team       | Jana Gegner Powerslide Matter World | Tina Strüver Inlinecenter Matter    |

### Gesamt-Einzelwertung
| Rang | Name            | Team                    |
| ---- | --------------- | ----------------------- |
| 1    | Sabine Berg     | Powerslide PHUZION      |
| 2    | Cecilia Baena   | Powerslide Matter World |
| 3    | Jana Gegner     | Powerslide Matter World |
| 4    | Katja Ulbrich   | Experts Race Team       |
| 5    | Tina Strüver    | Inlinecenter Matter     |
| 6    | Mayke Exterkate | K2 Team                 |

### Gesamt-Teamwertung
| Rang | Team               |
| ---- | ------------------ |
| 1    | Experts Race Team  |
| 2    | K2 Team            |
| 3    | Powerslide PHUZION |

## Männer

### Wettbewerbe
| GIC        | Ort                   | Sieg                              | Platz 2                                   | Platz 3                                   |
| ---------- | --------------------- | --------------------------------- | ----------------------------------------- | ----------------------------------------- |
| 5. April   | Berliner Halbmarathon | Alexis Contin Rollerblade World   | Severin Widmer Luigino Swiss Team         | Christian Diazgranados Powerslide PHUZION |
| 6. Juni    | Mittelrhein Marathon  | Juan Nayib Tobon ZEPTO Skate Team | Alexander Bastidas ZEPTO Skate Team       | Alexis Contin Rollerblade World           |
| 30. August | XRace                 | Martin Thaler IDEEprint X-Tech    | Juan Nayib Tobon ZEPTO Skate Team         | Kwinten Tas Powerslide PHUZION            |
| 4. Oktober | Köln Marathon         | Giacomo Cuncu Experts Race Team   | Thomas Boucher Rollerblade ILA Speedodrom | Scott Arlidge ZEPTO Skate Team            |

### Gesamt-Einzelwertung
| Rang | Name                   | Team               |
| ---- | ---------------------- | ------------------ |
| 1    | Alexis Contin          | Rollerblade World  |
| 2    | Juan Nayib Tobon       | ZEPTO Skate Team   |
| 3    | Christian Diazgranados | Powerslide PHUZION |
| 4    | Felix Rijhnen          | Powerslide PHUZION |
| 5    | Alexander Bastidas     | ZEPTO Skate Team   |
| 6    | Giacomo Cuncu          | Experts Race Team  |

### Gesamt-Teamwertung
| Rang | Team               |
| ---- | ------------------ |
| 1    | ZEPTO Skate Team   |
| 2    | Powerslide PHUZION |
| 3    | Experts Race Team  |